# Historia de los alemanes en Rusia, Ucrania y la Unión Soviética
La población de la minoría alemana en Rusia, Ucrania y la Unión Soviética procedía de diversas fuentes y llegó en varias oleadas. Desde la segunda mitad del siglo XIX, como consecuencia de las políticas de rusificación y el servicio militar obligatorio en el Imperio ruso, grandes grupos de alemanes de Rusia emigraron a América (principalmente Canadá, Estados Unidos, Brasil y Argentina), donde fundaron numerosas ciudades. Durante la Segunda Guerra Mundial, los alemanes étnicos de la Unión Soviética fueron perseguidos y muchos fueron reasentados a la fuerza en otras regiones, como Asia Central. En 1989, la Unión Soviética declaró una población de alemanes étnicos de aproximadamente dos millones. En 2002, tras el colapso de la Unión Soviética en 1991, muchos alemanes étnicos habían emigrado (principalmente a Alemania) y la población se redujo a la mitad, hasta aproximadamente 1.597.212 alemanes se identificaron como tales en el censo ruso de 2002, lo que convierte a los alemanes en el quinto grupo étnico más numeroso de la Federación Rusa. Había 353.441 alemanes en Kazajistán y 21.472 en Kirguistán (1999); mientras que 33.300 alemanes vivían en Ucrania (censo de 2001).
Los emigrantes procedentes de Alemania llegaron por primera vez a la Rus de Kiev durante el reinado de Olga de Kiev. Los alemanes de Rusia no hablaban necesariamente ruso; muchos hablaban alemán, mientras que el francés se utilizaba a menudo como lengua de la alta aristocracia. Dependiendo de la geografía y otras circunstancias, muchos alemanes rusos hablaban ruso como primera o segunda lengua. El gran número de granjeros y comerciantes de pueblo que llegaron tras la invitación de Catalina la Grande pudieron asentarse en pueblos exclusivamente alemanes y conservar su lengua, religión y cultura alemanas hasta la década de 1920.
Hoy en día, los alemanes étnicos que habitan en tierras de la antigua Unión Soviética hablan sobre todo ruso, ya que se encuentran en un proceso gradual de asimilación. Por ello, muchos no necesariamente dominan el alemán. Por ello, recientemente Alemania ha limitado estrictamente su repatriación. Además, los alemanes de Kazajistán se están trasladando a Rusia en lugar de a Alemania. Como las condiciones para los alemanes en Rusia se deterioraron en general a finales del siglo XIX y principios del XX durante el periodo de disturbios y revolución, muchos alemanes étnicos emigraron de Rusia a América y otros lugares. Se les empezó a conocer colectivamente como alemanes de Rusia.

## Alemanes en la Rusia Imperial (repartición de Polonia y el Cáucaso)

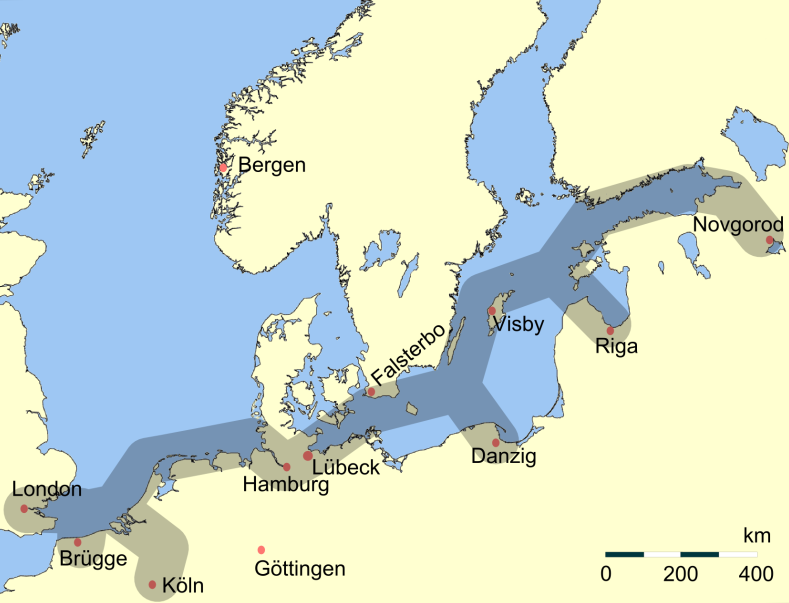
Principales rutas comerciales de la Liga Hanseática

Los mercaderes alemanes establecieron un puesto comercial en Nóvgorod, al que llamaron Peterhof. En 1229, a los comerciantes alemanes de Nóvgorod se les concedieron ciertos privilegios que hicieron más segura su posición.
El primer asentamiento alemán en Moscú data del reinado de Vasili III, Gran Príncipe de Moscú, de 1505 a 1533. A un puñado de artesanos y comerciantes alemanes y holandeses se les permitió establecerse en el Barrio Alemán de Moscú (Немецкая слобода, o Nemetskaya sloboda), ya que aportaban conocimientos técnicos esenciales en la capital. Poco a poco, esta política se extendió a otras ciudades importantes. En 1682, Moscú tenía unos 200.000 ciudadanos; unos 18.000 estaban clasificados como nemtsy, que significa «alemán» o «extranjero occidental».
La comunidad internacional del barrio alemán influyó enormemente en Pedro el Grande (1682-1725). Se cree que sus esfuerzos por transformar Rusia en un estado europeo más moderno se derivaron en gran parte de sus experiencias entre los alemanes establecidos en Rusia. A finales del siglo XVII, los extranjeros ya no eran tan raros en las ciudades rusas, y el Barrio Alemán de Moscú había perdido su carácter étnico a finales de ese siglo.

### Alemanes del Vístula (Polonia)
A través de las guerras y las particiones de Polonia, Prusia fue adquiriendo cada vez más territorio del norte, oeste y centro de Polonia. El río Vístula fluye de sur a norte, con desembocadura en el mar Báltico cerca de Danzig (actual Gdańsk). Alemanes y holandeses se asentaron en su valle, empezando por la costa del mar y avanzando gradualmente hacia el interior. Con el tiempo, Prusia adquirió la mayor parte de la cuenca del Vístula, y la parte central de la entonces Polonia se convirtió en Prusia del Sur. Su existencia fue breve, de 1793 a 1806, pero a su término muchos colonos alemanes habían establecido asentamientos agrícolas protestantes dentro de sus fronteras anteriores. En cambio, la mayoría de los polacos eran católicos romanos. Algunos católicos romanos alemanes también entraron en la región desde el suroeste, especialmente la zona de la Silesia prusiana. El «Mapa Breyer» de 1935 muestra la distribución de los asentamientos alemanes en lo que se convirtió en Polonia central.
Las victorias de Napoleón pusieron fin a la corta existencia de Prusia del Sur. El emperador francés incorporó ese y otros territorios al Ducado de Varsovia. Sin embargo, tras la derrota de Napoleón en 1815, el Ducado quedó dividido. Prusia se anexionó la región occidental de Posen, y lo que hoy es Polonia central se convirtió en el estado-cliente ruso conocido como Polonia Congresual. Muchos alemanes siguieron viviendo en esta región central, manteniendo su dialecto prusiano medio alemán, similar al de Silesia, y sus religiones protestante y católica. (La población rusa era principalmente ortodoxa rusa, que era la iglesia nacional establecida).
Durante las Guerras Mundiales I y II, el frente oriental se libró en esta zona. El gobierno soviético aumentó el reclutamiento de hombres jóvenes. Aumentó la tasa de emigración de los alemanes del Vístula a esta zona desde la Polonia del Congreso. Sin embargo, algunos se polonizaron y sus descendientes permanecen en Polonia.
Durante el último año de la Segunda Guerra Mundial y después de ella, muchos alemanes huyeron o fueron expulsados a la fuerza por los rusos y los polacos de Europa Oriental, sobre todo los que habían mantenido su lengua alemana y sus religiones separadas. Los rusos y los polacos los culpaban de ser aliados de los nazis y la razón por la que la Alemania nazi había invadido el Este en su programa de lebensraum. También se consideraba que los alemanes habían abusado de las poblaciones nativas en la guerra interna, aliadas de los alemanes durante su ocupación. En virtud de los Acuerdos de Potsdam, los Aliados acordaron importantes transferencias de población. En general, los deportados perdieron todas sus propiedades y a menudo fueron atacados durante sus deportaciones. Los que sobrevivieron se unieron a otros millones de desplazados en el camino tras la guerra.

### Alemanes del Volga (Rusia)

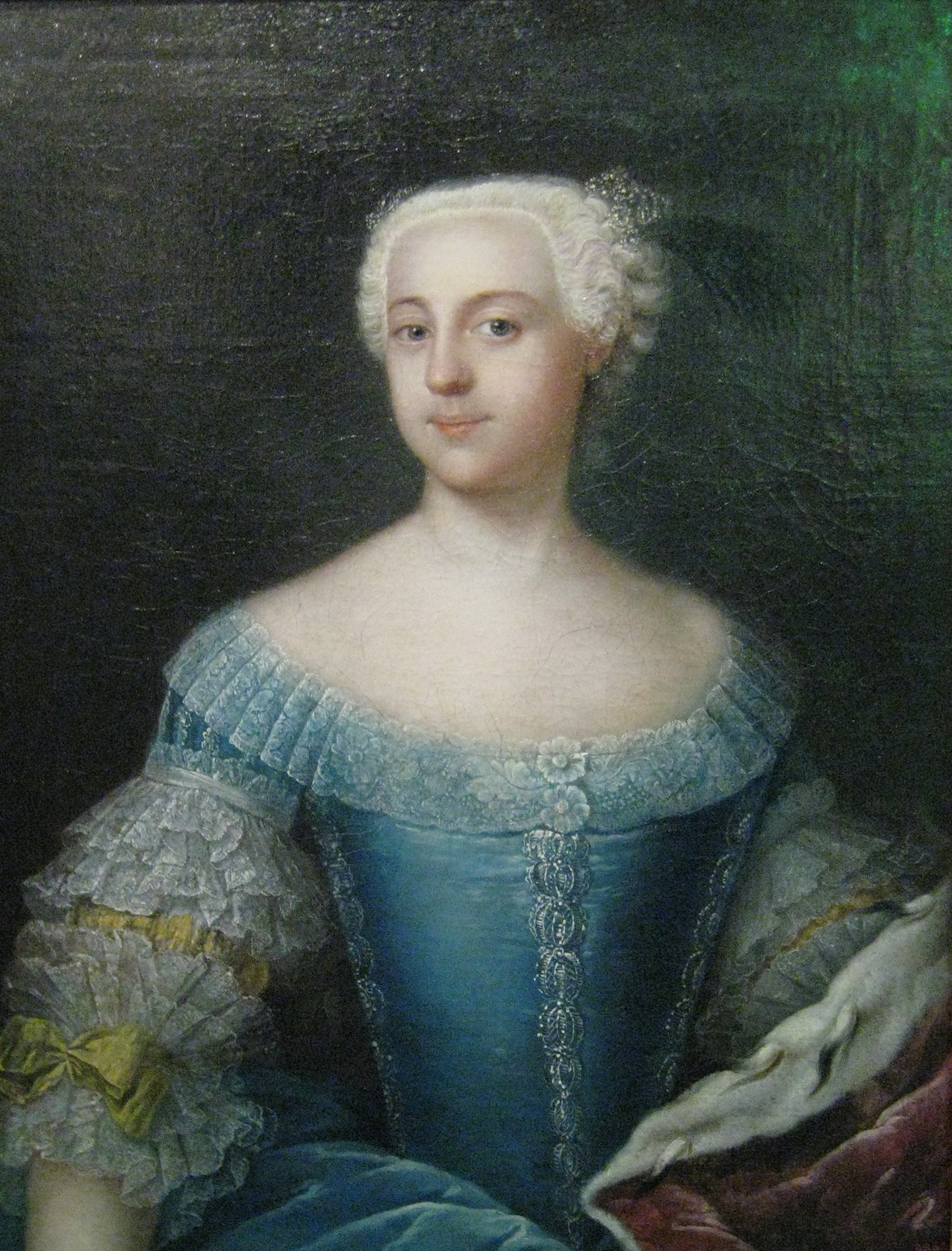
Catalina la Grande, la emperatriz rusa más famosa de ascendencia alemana

La zarina Catalina II era alemana, nacida en Stettin, Pomerania (actual Szczecin, Polonia). Tras acceder al poder, el 22 de julio de 1763 proclamó la apertura de la inmigración a los extranjeros que desearan vivir en el Imperio ruso, lo que marcó el inicio de una oleada de emigración alemana al Imperio. Quería que los campesinos alemanes reconvirtieran las tierras de cultivo que habían quedado baldías tras el conflicto con los otomanos. Casi inmediatamente después se fundaron colonias alemanas en la zona del bajo Volga. Estas primeras colonias fueron atacadas durante el levantamiento de Pugachev, centrado en la zona del Volga, pero sobrevivieron a la rebelión.
La inmigración alemana estuvo motivada en parte por la intolerancia religiosa y las guerras en Europa central, así como por unas condiciones económicas a menudo difíciles, sobre todo en los principados del sur. La declaración de Catalina II liberó a los inmigrantes alemanes del servicio militar (impuesto a los rusos nativos) y de la mayoría de los impuestos. Colocó a los recién llegados fuera de la jerarquía feudal rusa y les concedió una considerable autonomía interna. Trasladarse a Rusia otorgaba a los inmigrantes alemanes derechos políticos que no habrían poseído en sus propias tierras. Las minorías religiosas encontraron estas condiciones muy agradables, especialmente los menonitas del valle del río Vístula. Su reticencia a participar en el servicio militar y su larga tradición de disidencia del luteranismo y el calvinismo dominantes les hicieron la vida muy difícil bajo los Hohenzollern. Casi todos los menonitas prusianos emigraron a Rusia durante el siglo siguiente, y en Prusia sólo quedó un puñado.
Otras iglesias minoritarias alemanas también aprovecharon la oferta de Catalina II, en particular los cristianos evangélicos como los bautistas. Aunque la declaración de Catalina les prohibía hacer proselitismo entre los miembros de la Iglesia Ortodoxa, podían evangelizar a los musulmanes y otras minorías no cristianas de Rusia.
La colonización alemana fue más intensa en el Bajo Volga, pero otras zonas también recibieron inmigrantes. Muchos se asentaron en los alrededores del mar Negro, y los menonitas se decantaron por la zona del bajo Dniéper, alrededor de Ekaterinoslav (actual Dnipro) y Aleksandrovsk (actual Zaporizhia).
En 1803, el nieto de Catalina II, el zar Alejandro I, reeditó su proclamación. En el caos de las guerras napoleónicas, los alemanes respondieron en gran número, huyendo de su tierra devastada por la guerra. La administración del zar acabó por imponer unos requisitos económicos mínimos a los nuevos inmigrantes, exigiéndoles 300 gulden en metálico o conocimientos especiales para aceptar su entrada en Rusia.
La abolición de la servidumbre en el Imperio Ruso en 1861 creó una escasez de mano de obra en la agricultura. La necesidad de trabajadores atrajo nueva inmigración alemana, sobre todo de los estados centroeuropeos, cada vez más poblados. Allí ya no había suficiente tierra fértil para el pleno empleo en la agricultura.

Distribución geográfica de la lengua alemana en el Imperio Ruso según el censo de 1897

Además, una parte considerable de la población de etnia alemana emigró a Rusia desde sus posesiones polacas. Las particiones de Polonia en el siglo XVIII (1772-1795) desmantelaron el Estado polaco-lituano, dividiéndolo entre Austria, Prusia y Rusia. Muchos alemanes que ya vivían en esas partes de Polonia se trasladaron a Rusia, lo que se remonta a las migraciones medievales y posteriores. Muchos alemanes de la Polonia del Congreso emigraron más al este, a Rusia, desde entonces hasta la Primera Guerra Mundial, sobre todo a raíz de la insurrección polaca de 1830. La insurrección polaca de 1863 añadió una nueva oleada de emigración alemana desde Polonia a los que ya se habían trasladado al este, y condujo a la fundación de extensas colonias alemanas en Volinia. Cuando Polonia recuperó su independencia en 1918 tras la Primera Guerra Mundial, dejó de ser una fuente de emigración alemana a Rusia, pero para entonces muchos cientos de miles de alemanes ya se habían establecido en enclaves por todo el Imperio ruso.
Los alemanes se asentaron en la zona del Cáucaso desde principios del siglo XIX y en la década de 1850 se expandieron a Crimea. En la década de 1890, se abrieron nuevas colonias alemanas en la zona montañosa de Altái, en Asia rusa (véase Asentamientos menonitas de Altái). Las zonas coloniales alemanas siguieron expandiéndose por Ucrania hasta comienzos de la Primera Guerra Mundial.
Según el primer censo del Imperio ruso en 1897, alrededor de 1,8 millones de encuestados declararon que el alemán era su lengua materna.

### Alemanes del Mar Negro (Moldavia y Ucrania)
Los germanos del Mar Negro -incluidos los germanos de Besarabia y los germanos de Dobruja- colonizaron los territorios de la orilla norte del Mar Negro en la actual Ucrania a finales del siglo XVIII y en el XIX. Catalina la Grande había ganado estas tierras para Rusia a través de sus dos guerras con el Imperio otomano (1768-1774) y de la anexión de los kanatos de Crimea (1783).
La zona de asentamiento no se desarrolló de forma tan compacta como la del territorio del Volga, y dio lugar a una cadena de colonias étnicas alemanas. Los primeros colonos alemanes llegaron en 1787, primero de Prusia Occidental, seguidos por inmigrantes de Alemania Occidental y Sudoccidental (incluidos católicos romanos), y de la zona de Varsovia. También muchos alemanes, a partir de 1803, inmigraron desde la zona noreste de Alsacia, al oeste del río Rin. Se asentaron a unos 50 km al noreste de Odesa (ciudad), en Ucrania, y formaron varios enclaves que se expandieron rápidamente, dando lugar a la aparición de colonias hijas en las cercanías.

#### Crimea
A partir de 1783, la Corona inició un asentamiento sistemático de rusos, ucranianos y alemanes en la península de Crimea (en lo que entonces era el Janato de Crimea) con el fin de diluir la población autóctona de los tártaros de Crimea.
En 1939, alrededor de 60.000 de los 1,1 millones de habitantes de Crimea eran de etnia alemana. Dos años después, tras el fin de la alianza y la invasión de la Unión Soviética por la Alemania nazi, el gobierno deportó a los alemanes étnicos de Crimea a Asia Central dentro del programa de traslados de población de la Unión Soviética. Las condiciones eran duras y muchos de los deportados murieron. No fue hasta el periodo de la Perestroika, a finales de la década de 1980, cuando el gobierno concedió a los alemanes supervivientes y a sus descendientes el derecho a regresar desde Asia Central a la península.

### Alemanes de Volin (Polonia y Ucrania)

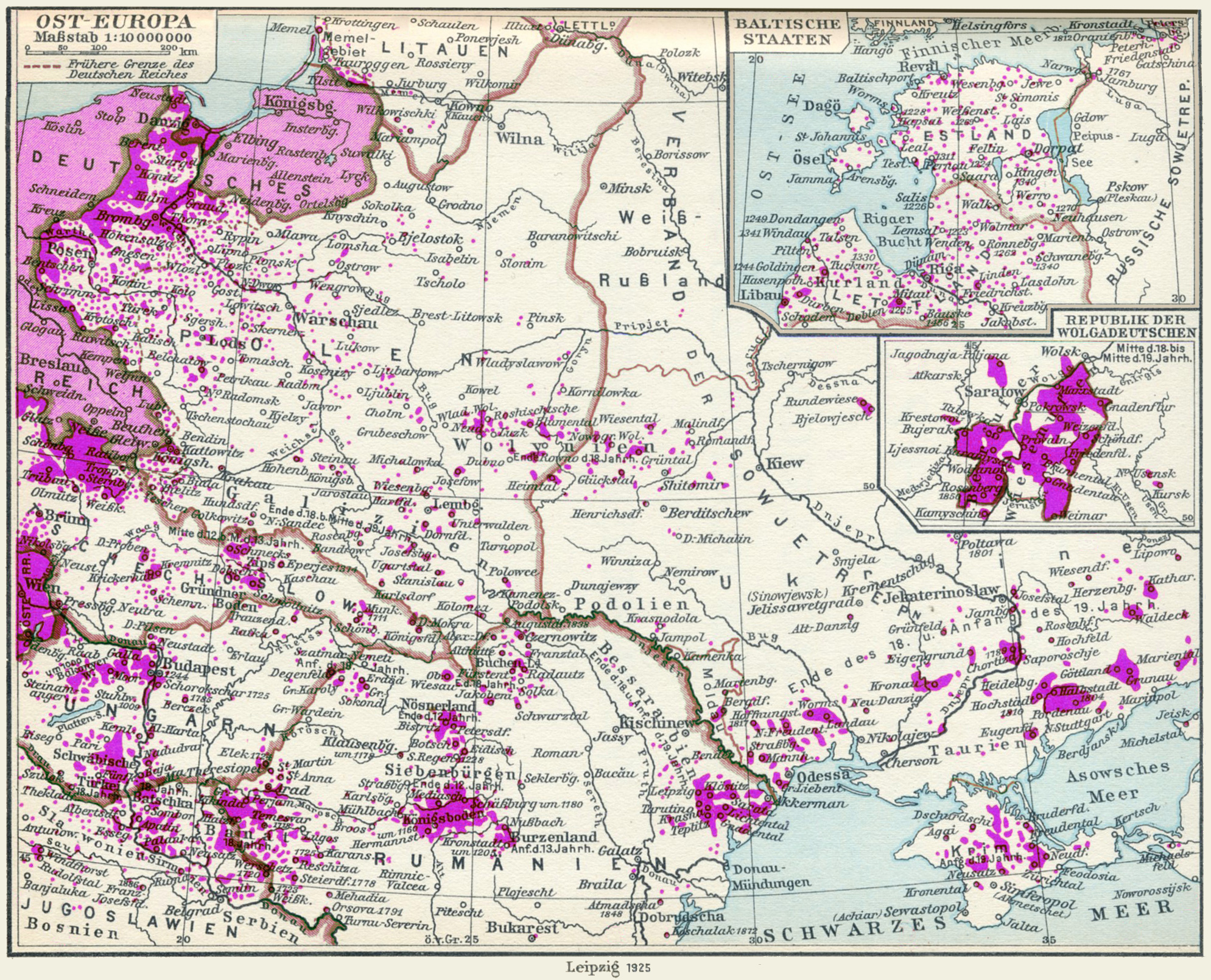
Alemanes en Europa del Este, 1925

La migración de alemanes a Volinia (que en 2013 abarcaba el noroeste de Ucrania, desde una corta distancia al oeste de Kiev hasta la frontera con Polonia) se produjo en condiciones muy diferentes a las descritas anteriormente. A finales del siglo XIX, Volinia contaba con más de 200.000 colonos alemanes, cuya migración fue alentada por los nobles locales, a menudo terratenientes polacos, que querían desarrollar sus importantes propiedades en la zona para uso agrícola. Probablemente el 75% o más de los alemanes procedían del Congreso de Polonia, y el resto directamente de otras regiones como Prusia oriental y occidental, Pomerania, Posen, Wurtemberg y Galitzia, entre otras.
Poco después de 1800, las primeras familias alemanas empezaron a instalarse en la zona. Tras la primera rebelión polaca de 1831 se produjo un repunte, pero en 1850 sólo había unos 5.000 alemanes. La mayor migración se produjo tras la segunda rebelión polaca de 1863, y los alemanes empezaron a inundar la zona por miles. En 1900 ya eran unos 200.000. La gran mayoría de estos alemanes eran luteranos protestantes (en Europa se les denominaba evangélicos). Un número limitado de menonitas de la región del bajo Vístula se asentaron en el sur de Volinia. Los bautistas y los Hermanos Moravos se asentaron sobre todo al noroeste de Zhitomir. Otra diferencia importante entre los alemanes de aquí y los de otras partes de Rusia es que los otros alemanes tendían a asentarse en comunidades más grandes. Los alemanes de Volinia estaban dispersos en más de 1.400 pueblos. Aunque la población alcanzó su punto máximo en 1900, muchos alemanes ya habían empezado a abandonar Volinia a finales de la década de 1880 con destino a Norteamérica y Sudamérica.
Entre 1911 y 1915, un pequeño grupo de granjeros alemanes del Volhin (36 familias, más de 200 personas) fueron reubicados en Siberia Oriental. También se les comunicó que a partir de ese momento serían ciudadanos oficiales de Rusia, lo que incluía la obligación de realizar el servicio militar y contribuir con los impuestos. También pudieron acogerse a los subsidios de reasentamiento de la reforma Stolypin del gobierno de 1906-1911. Se asentaron en tres pueblos (Pikhtinsk, Sredne-Pikhtinsk y Dagnik) del actual distrito de Zalarinsky, en la provincia de Irkutsk, donde se les conoció como los «Bug Hollanders». Al parecer, ya no utilizaban la lengua alemana, sino que hablaban ucraniano y polaco. Utilizaban Biblias luteranas que habían sido impresas en Prusia Oriental, en la forma polaca conocida como fraktur. Sus descendientes, muchos con apellidos alemanes, siguen viviendo en el distrito en el siglo XXI.

### Alemanes del Cáucaso
En la región del Cáucaso, en zonas como el Cáucaso Norte, Georgia y Azerbaiyán, existía una minoría alemana de unas 100.000 personas. En 1941, José Stalin ordenó deportar a todos los habitantes de padre alemán, la mayoría a Siberia o Kazajistán.

## Emigración masiva de alemanes de Rusia a América, de 1870 a 1910
Antes de la década de 1870, los alemanes de Rusia habían disfrutado de una capacidad única para preservar su patrimonio y su independencia. Además de estar libres del servicio militar o los impuestos rusos, sus colonias seguían hablando su lengua materna, el alemán, sus hijos recibían enseñanza en aulas alemanas y podían practicar su fe en paz. Sin embargo, cuando el zar Alejandro II llegó al poder cambió todo esto. En 1871 anuló la mayoría de las libertades que Catalina II y Alejandro I habían concedido a los alemanes desde su asentamiento. A partir de 1874, el servicio militar fue obligatorio para todos los hombres de cierta edad. Esto supuso para los colonos la pérdida de sus hombres y la reducción de sus ingresos, lo que redujo su nivel socioeconómico al de los campesinos rusos. Con la llegada al poder del zar Alejandro III, este movimiento hacia la «rusificación» de los alemanes continuó con su labor de eliminar el uso de la lengua alemana.
Muchos alemanes, desalentados por la eliminación de los privilegios que se les habían prometido, optaron por emigrar. Los alemanes de Rusia que emigraron a distintos países de América a finales del siglo XIX, a diferencia de los que permanecieron en el Imperio ruso, pudieron evitar la rusificación, conservando su ancestral cultura alemana.

### América del Norte
Numerosas personas de ascendencia alemana que vivieron en las Grandes Llanuras de Norteamérica tenían antepasados que emigraron del Imperio Ruso, y no de la Alemania actual. La Enciclopedia Canadiense afirma simplemente: «La principal fuente de alemanes de Canadá fue Rusia, especialmente del Volga, la costa del Mar Negro y Volinia». La Enciclopedia de las Grandes Llanuras dice que «entre 1873 y 1914 emigraron aproximadamente 115.000 rusos alemanes a Estados Unidos y unos 150.000 al oeste de Canadá» y «se calcula[…] que en 1910 aproximadamente el 44% de todos los colonos alemanes del oeste de Canadá eran alemanes procedentes de Rusia».

### América del Sur

#### Brasil
En 1876, el Imperio de Brasil, actual Brasil, era una monarquía y Pedro II invitó a los alemanes del Volga y a otros alemanes procedentes de Rusia a poblar su territorio. A partir de entonces, oleadas de inmigrantes alemanes se asentaron en los estados de São Paulo, Paraná, Santa Catarina y Río Grande do Sul.

#### Argentina
Los alemanes procedentes de Rusia, especialmente los alemanes del Volga, fundaron numerosas colonias en Argentina, principalmente en el sur de la provincia de Buenos Aires, la provincia de Entre Ríos y la provincia de La Pampa. Estas colonias mantienen su cultura hasta nuestros días y organizan diferentes festivales (Kerb, Kreppelfest, Schlachtfest, etc.) en los que dan la bienvenida al resto de la población del país. El número total de descendientes de alemanes del Volga en Argentina se estima en más de dos millones de habitantes.

## Declive de los alemanes rusos
El declive de la comunidad ruso-alemana comenzó con las reformas de Alejandro II. En 1871, revocó la política de inmigración de puertas abiertas de sus antepasados, poniendo fin a toda nueva inmigración alemana en el Imperio. Aunque las colonias alemanas siguieron expandiéndose, lo hicieron impulsadas por el crecimiento natural y por la inmigración de alemanes procedentes de Polonia.
El nacionalismo ruso que arraigó bajo Alejandro II sirvió de justificación para eliminar en 1871 la mayor parte de los privilegios fiscales de que disfrutaban los alemanes rusos, y a partir de 1874 fueron sometidos al servicio militar. Sólo tras largas negociaciones se permitió a los menonitas, tradicionalmente una confesión pacifista, realizar un servicio alternativo en forma de trabajo en la silvicultura y el cuerpo médico. La desafección resultante motivó a muchos alemanes rusos, especialmente miembros de iglesias protestantes tradicionalmente disidentes, a emigrar a Estados Unidos y Canadá, mientras que muchos católicos eligieron Brasil y Argentina. Se trasladaron principalmente a las Grandes Llanuras estadounidenses y al oeste de Canadá, sobre todo a Dakota del Norte, Dakota del Sur, Nebraska, Kansas y Colorado; a Canadá, a Manitoba y Saskatchewan, y Alberta; a Brasil, sobre todo a Paraná, Santa Catarina y Rio Grande do Sul; y a Argentina, especialmente al sur de la provincia de Buenos Aires, la provincia de Entre Ríos y la provincia de La Pampa. Dakota del Norte y Dakota del Sur atrajeron principalmente a alemanes de Odesa (zona del Mar Negro) procedentes de Rusia, mientras que Nebraska y Kansas atrajeron principalmente a alemanes del Volga procedentes de Rusia. La mayoría de los alemanes de Volhynia eligieron Canadá como destino y un número significativo emigró posteriormente a Estados Unidos. También se produjeron pequeños asentamientos en otras regiones, como los alemanes del Volga y de Volinia en el suroeste de Míchigan, los alemanes de Volinia en Wisconsin y los alemanes del Congreso de Polonia y de Volinia en Connecticut.
Después de 1881, los alemanes rusos tuvieron que estudiar ruso en la escuela y perdieron todos los privilegios especiales que les quedaban. Muchos alemanes permanecieron en Rusia, sobre todo aquellos a los que les había ido bien cuando Rusia comenzó a industrializarse a finales del siglo XIX. Los alemanes rusos estaban desproporcionadamente representados entre los ingenieros, los comerciantes técnicos, los industriales, los financieros y los grandes terratenientes de Rusia.
La Primera Guerra Mundial fue la primera vez que Rusia entró en guerra contra Alemania desde la época napoleónica, y los alemanes rusos fueron rápidamente sospechosos de tener simpatías enemigas. Los alemanes que vivían en la zona de Volinia fueron deportados a las colonias alemanas del bajo Volga en 1915, cuando Rusia empezó a perder la guerra. Muchos alemanes rusos fueron exiliados a Siberia por el gobierno del zar como enemigos del Estado, generalmente sin juicio ni pruebas. En 1916, se emitió una orden para deportar a los alemanes del Volga también al este, pero la Revolución Rusa impidió que se llevara a cabo.
Las lealtades de los alemanes rusos durante la revolución variaron. Mientras que muchos apoyaron a las fuerzas realistas y se unieron al Ejército Blanco, otros se comprometieron con el Gobierno Provisional de Alexander Kerensky, con los bolcheviques e incluso con fuerzas más pequeñas como la de Néstor Makhno. Los alemanes rusos -incluidos menonitas y evangélicos- lucharon en todos los bandos de la Revolución Rusa y la Guerra Civil. Aunque algunos alemanes rusos eran muy ricos, otros eran bastante pobres y simpatizaban mucho con sus vecinos eslavos. Los alemanes rusos cultos eran tan proclives a las simpatías izquierdistas y revolucionarias como la intelligentsia étnicamente rusa.

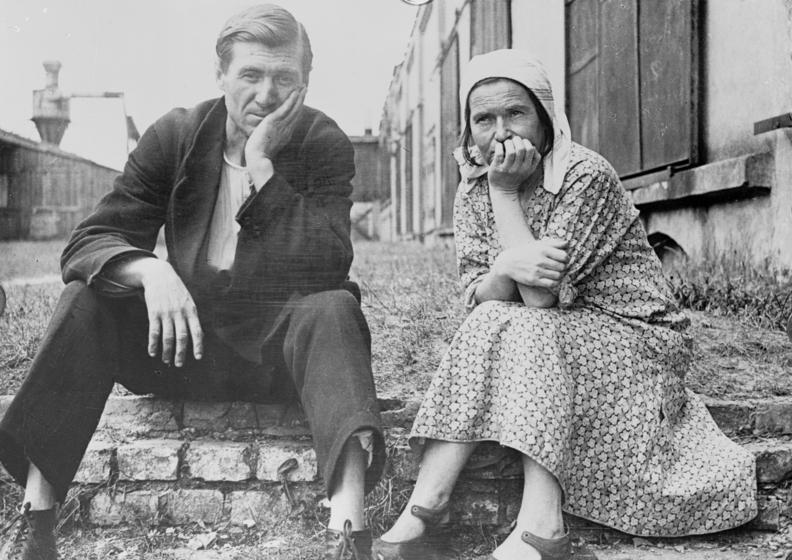
1920, pareja de agricultores alemanes de la región del Volga en el campo de refugiados de Schneidemühl, Posen-Prusia Occidental (actualmente Piła, Polonia).

En el caos de la Revolución Rusa y la guerra civil que la siguió, muchos alemanes étnicos fueron desplazados dentro de Rusia o emigraron de Rusia por completo. El caos que rodeó a la guerra civil rusa fue devastador para muchas comunidades alemanas, especialmente para disidentes religiosos como los menonitas. Muchos menonitas consideran a las fuerzas de Néstor Makhno en Ucrania especialmente responsables de la violencia a gran escala contra su comunidad.
Este periodo fue también uno de escasez regular de alimentos, causada por el hambre y la falta de transporte de alimentos a larga distancia durante los combates. Junto con la epidemia de tifus y la hambruna de principios de la década de 1920, es posible que hasta un tercio de los alemanes de Rusia perecieran. Las organizaciones ruso-alemanas de América, en particular el Comité Central Menonita, organizaron ayuda para paliar la hambruna en Rusia a finales de la década de 1920. Cuando el caos se desvaneció y la posición de la Unión Soviética se hizo más segura, muchos alemanes rusos simplemente aprovecharon el final de la lucha para emigrar a América. La emigración desde la Unión Soviética se detuvo en 1929 por decreto de Stalin, dejando a aproximadamente un millón de alemanes rusos dentro de las fronteras soviéticas.
La Unión Soviética se apoderó de las granjas y empresas de los alemanes rusos, junto con todas las demás granjas y empresas, cuando Stalin puso fin a la Nueva Política Económica de Vladimir Lenin en 1929 y comenzó la colectivización forzosa de la agricultura y la liquidación de las grandes propiedades de tierras.

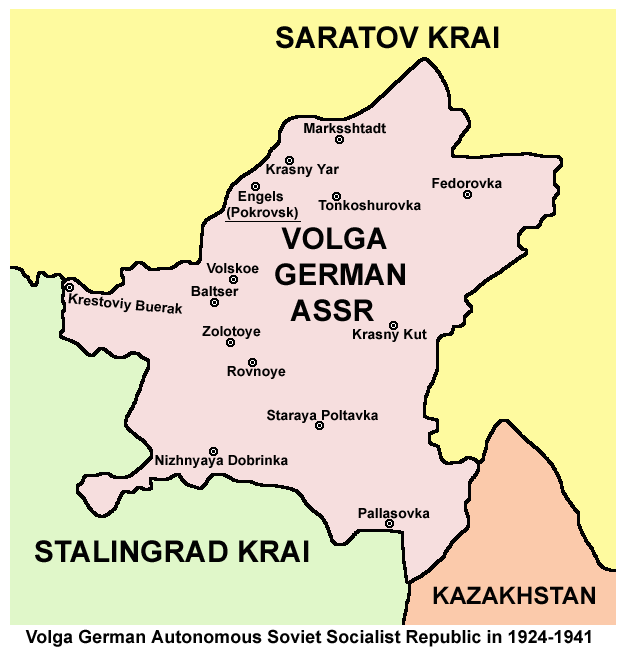
República Socialista Soviética Autónoma Alemana del Volga, 1924-1941

No obstante, la política soviética de nacionalidades había restablecido, en cierta medida, las instituciones de los alemanes rusos en algunas zonas. En julio de 1924 se fundó la República Autónoma Socialista Soviética Alemana del Volga, que dotó a los alemanes del Volga de algunas instituciones autónomas de lengua alemana. En la década de 1920 se crearon varias raiones nacionales de etnia alemana en Ucrania, Crimea, el norte del Cáucaso, Georgia, Orenburgo y Siberia. La iglesia luterana, como casi todas las afiliaciones religiosas en Rusia, fue reprimida sin piedad bajo el régimen de Stalin. Pero, para los 600.000 alemanes que vivían en la ASSR alemana del Volga, el alemán era la lengua de los funcionarios locales por primera vez desde 1881.
Como consecuencia de la invasión alemana de la Unión Soviética el 22 de junio de 1941, Stalin decidió deportar a los rusos alemanes al exilio interno y a trabajos forzados en Siberia y Asia Central. Es evidente que, en ese momento, el régimen consideraba a las minorías nacionales con vínculos étnicos con Estados extranjeros, como los alemanes, potenciales quintacolumnistas. El 12 de agosto de 1941, el Comité Central del Partido Comunista decretó la expulsión de los alemanes del Volga, supuestamente por traición, de su república autónoma en el bajo Volga. El 7 de septiembre de 1941, la República Socialista Soviética Autónoma Alemana del Volga fue abolida y unos 438.000 alemanes del Volga fueron deportados. En los meses siguientes, otros 400.000 alemanes étnicos fueron deportados a Siberia desde sus otros asentamientos tradicionales, como Ucrania y Crimea.
Sin embargo, los soviéticos no lograron deportar a todos los colonos alemanes que vivían en el oeste y el sur de Ucrania debido al rápido avance de la Wehrmacht (ejército alemán de 1935 a 1945). La policía secreta, el NKVD, sólo pudo deportar al 35% de los alemanes étnicos de Ucrania. Así, en 1943, el censo alemán nazi registró 313.000 alemanes étnicos viviendo en los territorios ocupados de la Unión Soviética. Con la reconquista soviética, la Wehrmacht evacuó a unos 300.000 rusos alemanes y los trajo de vuelta al Reich. Debido a las disposiciones del Acuerdo de Yalta, todos los antiguos ciudadanos soviéticos que vivían en Alemania al final de la guerra tuvieron que ser repatriados, la mayoría por la fuerza. Más de 200.000 rusos alemanes fueron deportados, contra su voluntad, por los Aliados y enviados al Gulag. Así, poco después del final de la guerra, más de un millón de rusos de etnia alemana se encontraban en asentamientos especiales y campos de trabajo en Siberia y Asia Central. Se calcula que entre 200.000 y 300.000 murieron de hambre, falta de cobijo, exceso de trabajo y enfermedades durante la década de 1940.
El 26 de noviembre de 1948, Stalin convirtió el destierro en permanente, declarando que los alemanes de Rusia tenían prohibido de forma permanente regresar a Europa, pero esto fue rescindido tras su muerte en 1953. Muchos alemanes rusos regresaron a la Rusia europea, pero bastantes permanecieron en la Asia soviética.
Aunque el Estado soviético posterior a Stalin ya no perseguía a los alemanes étnicos como grupo, no se refundó su república soviética. Muchos alemanes en Rusia se asimilaron e integraron en gran medida en la sociedad rusa. En 1989 había unos dos millones de alemanes étnicos en la Unión Soviética. El censo soviético reveló en 1989 que el 49% de la minoría alemana declaraba el alemán como lengua materna. Según el censo soviético de 1989, 957.518 ciudadanos de origen alemán, es decir, el 6% de la población total, vivían en Kazajistán, y 841.295 alemanes vivían en Rusia, incluida Siberia.
La perestroika abrió las fronteras soviéticas y fue testigo del comienzo de una emigración masiva de alemanes de la Unión Soviética. Con la disolución de la Unión Soviética, un gran número de alemanes rusos se acogieron a la ley liberal de retorno de Alemania para abandonar las duras condiciones de los estados sucesores de la Unión Soviética. La población alemana de Kirguistán prácticamente ha desaparecido, y Kazajistán ha perdido bastante más de la mitad de su aproximadamente millón de alemanes. El descenso de la población alemana en la Federación Rusa fue menor, pero significativo. Muy pocos alemanes regresaron a sus provincias ancestrales: unos 6.000 se asentaron en el oblast de Kaliningrado (antigua Prusia Oriental).

## Los alemanes rusos y la Perestroika
Desde que emigraron a Rusia en los siglos XVIII y XIX, los alemanes adoptaron muchos de los rasgos y culturas eslavas y formaron un grupo especial conocido como «rossiskie nemtsy», o alemanes rusos. Recientemente, los alemanes rusos han cobrado interés nacional para Alemania y la Comunidad de Estados Independientes (CEI). Aunque los alemanes étnicos ya no eran perseguidos, no se refundaron sus vidas y pueblos anteriores a la época bolchevique. Muchos alemanes se integraron en la sociedad soviética, donde siguen viviendo. Los alemanes desplazados no pueden regresar a sus tierras ancestrales en el valle del río Volga o en las regiones del Mar Negro, porque en muchos casos esos pueblos ya no existen tras haber sido destruidos durante el régimen de Stalin. En 1990, aproximadamente 45.000 alemanes rusos, el 6% de la población, vivían en la antigua República Alemana del Volga. A finales del siglo XX, tres cuartas partes de los alemanes rusos vivían en Asia Central (Kazajistán, Kirguistán, Tayikistán y Uzbekistán), el suroeste de Siberia y el sur de los Urales.
A partir de la década de 1970, se inició un efecto de tira y afloja que influiría en el lugar donde acabarían viviendo los alemanes rusos. Debido a la mala situación económica, aumentaron las tensiones entre los grupos autóctonos y las minorías étnicas de reciente asentamiento que vivían en Asia Central. Esta tensión empeoró tras el inicio de la guerra de Afganistán en 1979. Los alemanes y otros europeos se sintieron presionados cultural y económicamente para abandonar estos países, y se trasladaron a la República Rusa. Esta migración continuó en la década de 1990.
Durante la Perestroika, en la década de 1980, se abrieron las fronteras soviéticas y se produjo el inicio de una migración masiva de alemanes desde la Unión Soviética. Familias enteras, e incluso pueblos, abandonaban sus hogares y se trasladaban juntos a Alemania o Austria. Esto se debía a que necesitaban mostrar a la embajada alemana ciertos documentos, como una Biblia familiar, como prueba de que sus antepasados eran originarios de Alemania. Esto significaba que si un miembro de la familia se quedaba en la Unión Soviética, pero decidía marcharse más tarde, no podría hacerlo porque ya no tendría la documentación necesaria. Además, los pueblos ruso-alemanes eran bastante autosuficientes, por lo que si una persona necesaria para la comunidad, como un maestro, un mecánico o un herrero, se marchaba, todo el pueblo podía desaparecer porque era difícil encontrar un sustituto para estos miembros vitales de la comunidad.
Los factores de atracción legales y económicos contribuyeron a la decisión de los alemanes rusos de trasladarse a Alemania. Se les concedió el estatuto jurídico especial de Aussiedler (exiliados de antiguos territorios alemanes o de ascendencia alemana), que les otorgaba la ciudadanía alemana instantánea, derecho de voto, permiso de trabajo ilimitado, vuelo de Moscú a Fráncfort (con todos sus efectos personales y enseres domésticos), formación laboral y subsidios de desempleo durante tres años.
Los alemanes rusos del suroeste de Siberia recibían un trato completamente distinto al de los alemanes que vivían en Asia Central. Las autoridades locales convencían a los alemanes para que se quedaran creando dos distritos autónomos.
La sociedad de toda la Unión Wiedergeburt (Renacimiento) se fundó en 1989 para animar a los alemanes rusos a regresar a la República del Volga y rehabilitarla. Este plan no tuvo éxito porque Alemania interfirió en las conversaciones y creó fricciones diplomáticas, lo que provocó la oposición rusa a este proyecto. Un par de esos problemas fueron que las dos partes no pudieron dejar de lado sus diferencias y ponerse de acuerdo sobre ciertos principios, como el significado de la palabra «rehabilitación». También dejaron de lado las razones económicas por las que Rusia quería atraer a los alemanes rusos de vuelta al Volga. En 1992, alemanes rusos y funcionarios rusos acordaron finalmente un plan, pero Alemania no lo aprobó.
El 21 de febrero de 1992, Boris Yeltsin, Presidente de la Federación Rusa, firmó un acuerdo con Alemania para devolver la ciudadanía a los alemanes rusos. Este programa federal pretendía restaurar gradualmente la patria de los alemanes rusos, y de sus descendientes, en la antigua República del Volga, animando así a los alemanes rusos a emigrar de nuevo a Rusia. También garantizaba la preservación de la identidad nacional y cultural de los alemanes rusos, como su cultura, su lengua y su religión y, al mismo tiempo, no bloqueaba ni regulaba su derecho a marcharse si decidían hacerlo más adelante.
En Siberia, los acontecimientos para la creación de un territorio separado se desarrollaron de forma diferente, porque ya existían asentamientos de alemanes rusos económicamente estables. Los funcionarios siberianos estaban económicamente motivados para conservar a sus ciudadanos rusos alemanes cualificados y no ver cómo se marchaban a otras repúblicas o países. A finales de la década de 1980, el 8,1% de los alemanes rusos vivían en el condado de Altay, en el suroeste de Siberia, y controlaban un tercio de las explotaciones agrícolas rentables.
A principios de 1990, algunas de las ideas que se ofrecieron al Oficial de Exiliados (la oficina encargada de los emigrantes tras su llegada a Alemania) para retener a los alemanes rusos o promover su regreso incluían la sugerencia de que a los especialistas importantes necesarios en los pueblos (mecánicos, profesores, médicos, etc.) se les ofrecieran incentivos como asociaciones comerciales y formación adicional para retenerlos o atraerlos a Rusia. También habría que reabrir las escuelas y universidades ruso-alemanas. Una tercera idea es crear una institución financiera que motive a los particulares a comprar casas y a poner en marcha granjas o pequeñas empresas. Por desgracia, las iniciativas propuestas no han prosperado y no se han puesto en marcha debido a la corrupción, la incompetencia y la inexperiencia. La Asociación de Alemanes en el Extranjero (VDA) contrató a la empresa Inkoplan para trasladar a familias de Asia Central a precios muy inflados, con lo que el personal de la VDA y de Inkoplan se embolsaron la diferencia. El resultado fue que el personal de la VDA y de Inkoplan se embolsaron la diferencia. Entre los ejemplos de incompetencia e inexperiencia se incluyen: VDA proyectó falsamente la idea de que todos los alemanes rusos querían abandonar sus hogares y sus vidas actuales y trasladarse a la región del Volga, donde empezarían de nuevo. El Ministerio del Interior no hablaba ruso con fluidez ni estaba familiarizado con las culturas extranjeras en el extranjero, lo que creó muchos malentendidos entre los distintos grupos. Debido a estas acciones del Ministerio del Interior, la emigración de vuelta a Alemania continúa. Más de 140.000 personas emigraron a Alemania desde la CEI en 1990 y 1991, y casi 200.000 personas emigraron en 1992.

## Información demográfica
En el censo ruso de 2010, se censaron 394.138 alemanes, frente a los 597.212 de 2002, lo que convierte a los alemanes en el 20.º grupo étnico más numeroso de Rusia. En Siberia viven unos 300.000 alemanes. Además, según el mismo censo, hay 2,9 millones de ciudadanos que entienden la lengua alemana (aunque muchos de ellos son rusos étnicos o judíos que hablan yiddish y han aprendido el idioma). Entre los alemanes destacados en la Rusia moderna se encuentran Viktor Kress, gobernador de Tomsk Oblast de 1991 a 2002, y Herman Gref, Ministro de Economía y Comercio de Rusia de 2000 a 2007. De los 597.212 alemanes censados en 2002, el 68% vivía en distritos federales asiáticos y el 32% en distritos federales europeos. El distrito federal de Siberia, con 308.727, tenía la mayor población de etnia alemana. Pero incluso en este distrito federal sólo formaban el 1,54% de la población total. Los sujetos federales con mayor población de etnia alemana eran Altay Krai (79.502), Omsk Oblast (76.334), Novosibirsk (47.275), Kemerovo (35.965), Cheliábinsk (28, 457), Tyumen (27.196), Sverdlovsk (22.540), Krasnodar (18.469), Orenburg (18.055), Volgograd (17.051), Tomsk (13.444), Saratov (12.093) y Perm Krai (10.152).  Aunque la emigración a Alemania ya no es habitual, y algunos alemanes se trasladan de Kazajistán a Rusia, el número de alemanes en Rusia sigue descendiendo. Según el censo ruso de 2021, el número de alemanes en Rusia siguió descendiendo hasta los 195.256.
| Año  | Población | +/- %  |
| ---- | --------- | ------ |
| 1897 | 1 790 489 | --     |
| 1926 | 1 238 549 | −30,8% |
| 1939 | 1 427 232 | +15,2% |
| 1959 | 1 619 655 | +13,5% |
| 1970 | 1 846 317 | +14,0% |
| 1979 | 1 936 214 | +4,9%  |
| 1989 | 2 038 603 | +5,3%  |

Distribución de los alemanes en Rusia, 2010

En 2011, el óblast de Kaluga incluyó a los alemanes étnicos que vivían en las antiguas repúblicas de la URSS, en el marco del programa federal de retorno de compatriotas a Rusia.
Según el censo de 1989, en Kirguistán vivían 100.309 alemanes. Según los datos del censo más reciente (1999), había 21.472 alemanes en Kirguistán. La población alemana en Tayikistán era de 38.853 habitantes en 1979.
Se calcula que en Alemania hay 2,3 millones de rusos alemanes, que han establecido una de las mayores comunidades rusoparlantes fuera de la antigua Unión Soviética junto con la de Israel.

## Educación

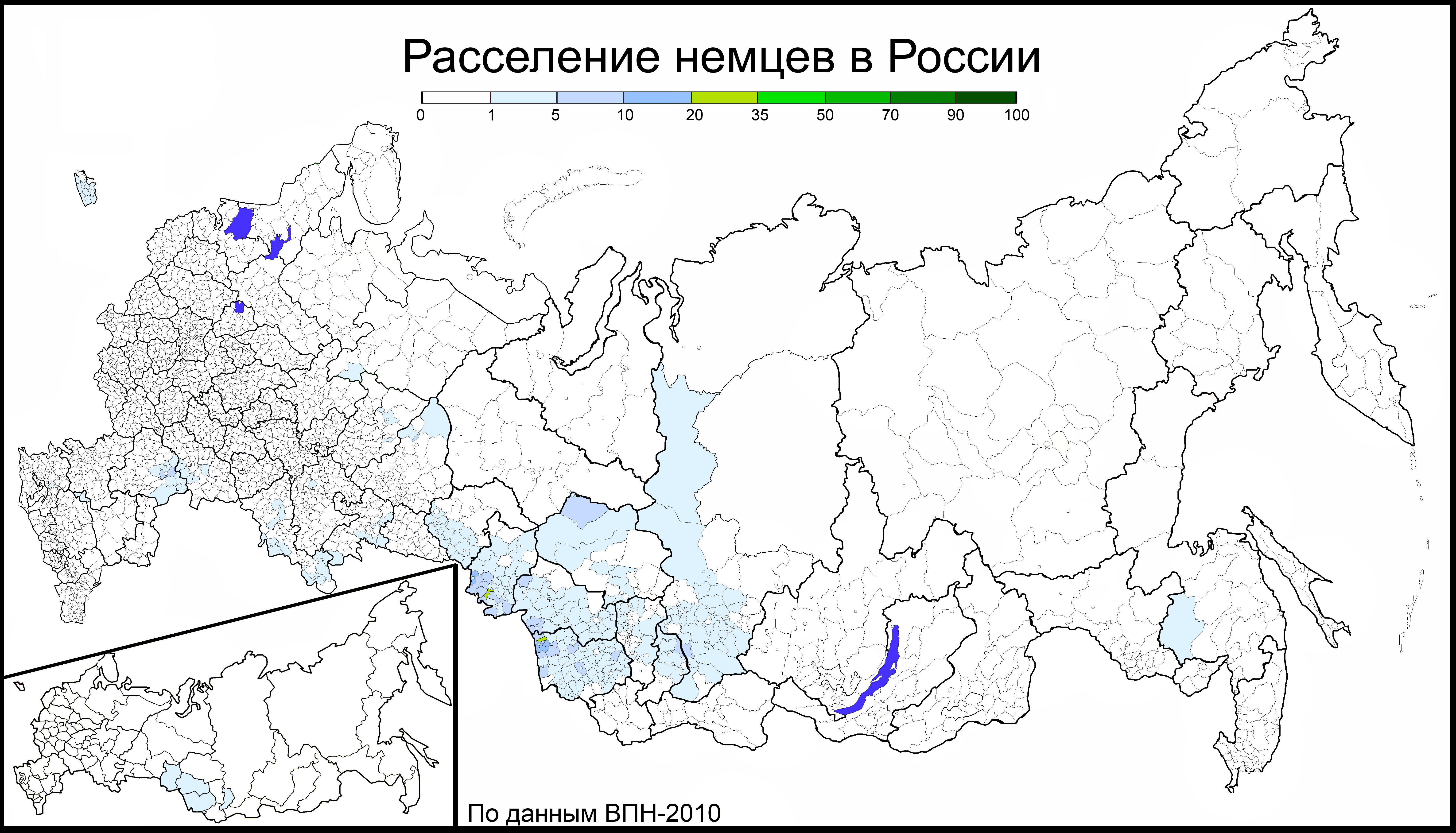
Zonas habitadas por los alemanes en Rusia según el censo federal de 2010

Funcionan varias escuelas internacionales alemanas para expatriados que viven en la antigua Unión Soviética.
Rusia:
- Escuela Internacional Alemana de Moscú
- Escuela Internacional Alemana de San Petersburgo

Georgia:
- Escuela Internacional Alemana de Tiflis

Ucrania:
- Escuela Internacional Alemana de Kiev

## Alemanes en el Báltico

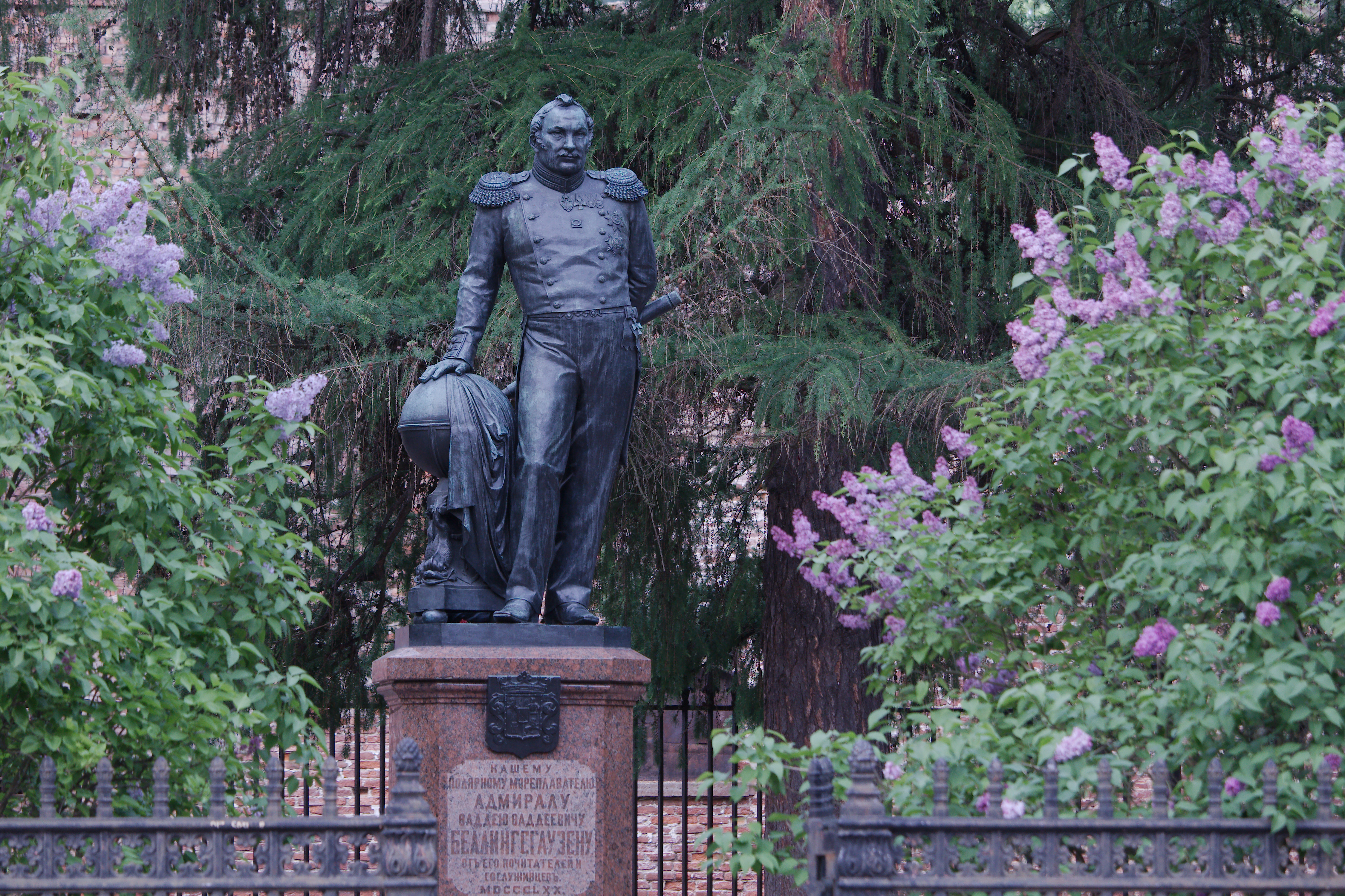
Monumento al almirante Fabian Gottlieb von Bellingshausen en Kronstadt, Rusia

La presencia alemana en las costas orientales del mar Báltico se remonta a la Edad Media, cuando empezaron a llegar comerciantes y misioneros de Europa central. Los Hermanos Livonios de la Espada, de habla alemana, conquistaron la mayor parte de la Vieja Livonia (lo que hoy es Estonia y Letonia) a principios del siglo XIII. En 1237, los Hermanos de la Espada se incorporaron a los Caballeros Teutónicos.
Durante el reinado de Pedro el Grande, el Imperio Ruso arrebató a Suecia el control de la mayor parte de Letonia y Estonia en la Gran Guerra del Norte (1700-1721), pero dejó el control en manos de la nobleza alemana local. Hasta las políticas de rusificación de la década de 1880, la comunidad alemana del Báltico y sus instituciones permanecieron intactas y protegidas bajo el Imperio ruso. La nobleza alemana del Báltico era muy influyente en el ejército y la administración del zar ruso.
Las reformas de Alejandro III sustituyeron muchos de los privilegios tradicionales de la nobleza alemana por gobiernos locales elegidos y códigos fiscales más uniformes. La prensa nacionalista rusa empezó a tachar a los alemanes segregados de antipatriotas e «insuficientemente rusos». Los alemanes bálticos también se convirtieron en el blanco de los movimientos nacionalistas letones y estonios emergentes.
A finales de 1939 (tras el inicio de la Segunda Guerra Mundial), la mayoría de la comunidad alemana báltica de Letonia y Estonia respondió a la llamada del Führer Adolf Hitler y se «repatrió» a las zonas que la Alemania nazi había conquistado unas semanas antes en el oeste de Polonia (especialmente en el Warthegau). La «base jurídica» para ello se había acordado en las cláusulas secretas del Pacto nazi-soviético de agosto de 1939 (el «Tratado Germano-Soviético de Amistad, Cooperación y Demarcación»). La «repatriación» a menor escala de alemanes étnicos (y sus familiares) continuó después de que la Unión Soviética de Stalin invadiera y ocupara Letonia y Estonia en 1940-1941. Sólo unos cientos de alemanes bálticos permanecieron bajo el dominio soviético después de 1945, principalmente entre los pocos que habían rechazado el llamamiento de Hitler a marcharse a Alemania.

## Alemanes rusos destacados

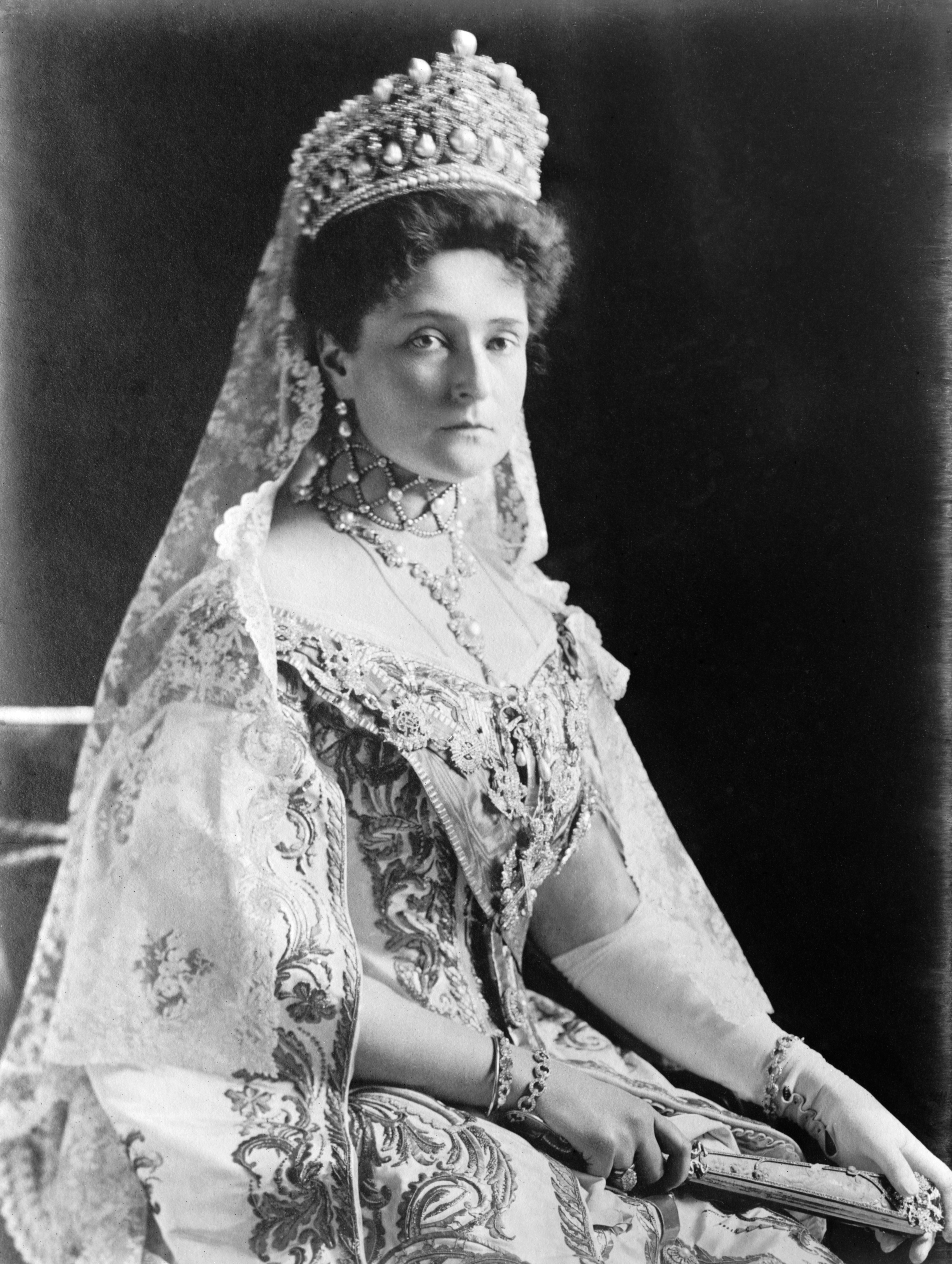
Alexandra Fiodorovna, 1908

- Alexandra Fiodorovna, 1908Rudolf Abel (1903-1971), oficial de inteligencia soviético
- Roman von Ungern-Sternberg (1886-1921), general anticomunista en la guerra civil rusa
- Nikolay Bauman (1873-1905), revolucionario ruso del Partido Bolchevique
- Ernst Johann von Biron - regente de Iván VI de Rusia
- Iván VI de Rusia como hijo del duque Antonio Ulrico de Brunswick - Emperador
- Duque Antonio Ulrico de Brunswick - padre del Emperador Iván IV y Generalísimo
- Alexandra Feodorovna (Alix de Hesse) (1872-1918), Emperatriz Consorte de Rusia
- Georgi Boos (nacido en 1963), gobernador de Kaliningrado Oblast, 2005 a 2010
- Pedro III de Rusia, hijo de Carlos Federico, duque de Holstein-Gottorp - Emperador
- Catalina la Grande (1729-1796), Emperatriz de Rusia
- Nikolai Erdmann (1900-1970), dramaturgo
- Helene Fischer (nacida en 1984), cantante, bailarina, animadora, presentadora de televisión y actriz
- Alisa Freindlich (nacida en 1934) actriz
- Jeanna Friske (1974-2015), cantante, modelo, actriz y miembro de la alta sociedad
- Andrei Geim (Andre Geim) (nacido en 1958), Premio Nobel de Física por su trabajo sobre el grafeno
- Anna German (Anna Hörmann) (1936-1982), cantante
- Edgar Gess (nacido en 1954), futbolista y entrenador

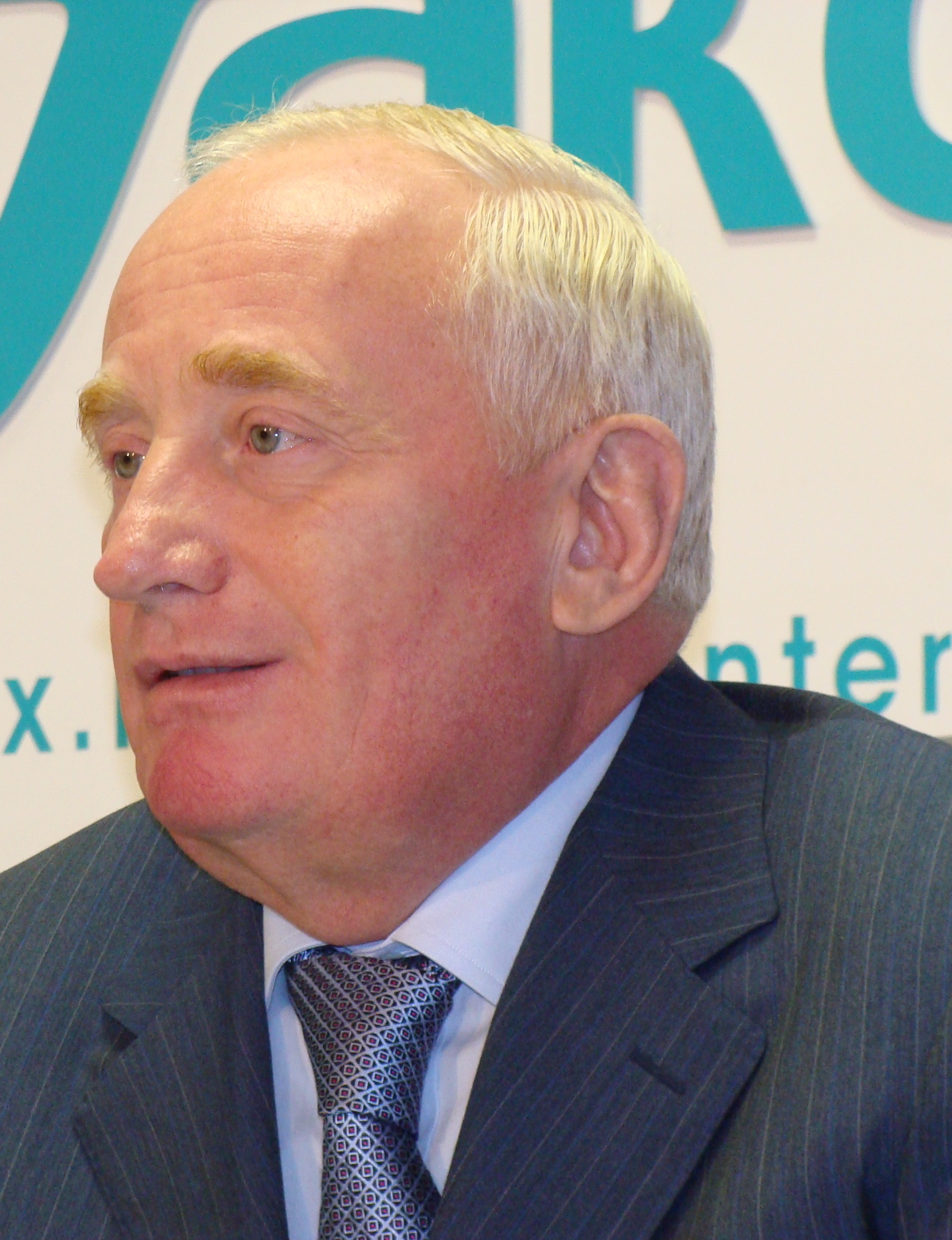
Viktor Kress, 2008, gobernador de la provincia de Tomsk

- Viktor Kress, 2008, gobernador de la provincia de TomskReinhold Glière (Reinhold Ernst Glier) (1875-1956), compositor
- Hermann Gräf (nacido en 1964), ministro de Economía y Comercio
- Angelina Grün (nacida en 1979), jugadora de voleibol
- Gustav Klinger (1876-1937), político comunista
- Olga Knipper-Chekhova (1868-1959), actriz, esposa de Anton Chekhov
- Alfred Koch (nacido en 1961), estadista, escritor, matemático, economista y hombre de negocios
- Wladimir Köppen (1846-1940), meteorólogo, climatólogo y botánico
- Viktor Kress (nacido en 1948), gobernador de Tomsk Oblast, de 1991 a 2012.
- Vladimir Lenin (1870-1924), Presidente de la Unión Soviética
- Andreas Maurer (nacido en 1970), político local
- Alexander Merkel (nacido en 1992), futbolista
- Vsevolod Meyerhold (Karl Kasimir Theodor Meyerhold), (1874-1940), actor y director de teatro
- Irina Mikitenko (nacida en 1972), corredora de fondo
- Alexei Miller (nacido en 1962), Consejero Delegado de Gazprom
- Karl Nesselrode (1780-1862), conde y diplomático
- Peter Neustädter (nacido en 1966), futbolista y entrenador
- Vladimir Pachmann (1848-1933), pianista
- Pavel Pestel (1793-1826), uno de los líderes decembristas
- Vyacheslav von Plehve (Vyacheslav Pleve) (1846-1904), ministro del Interior
- Boris Rauschenbach (1915-2001), físico e ingeniero
- Sviatoslav Richter (1915-1997), pianista

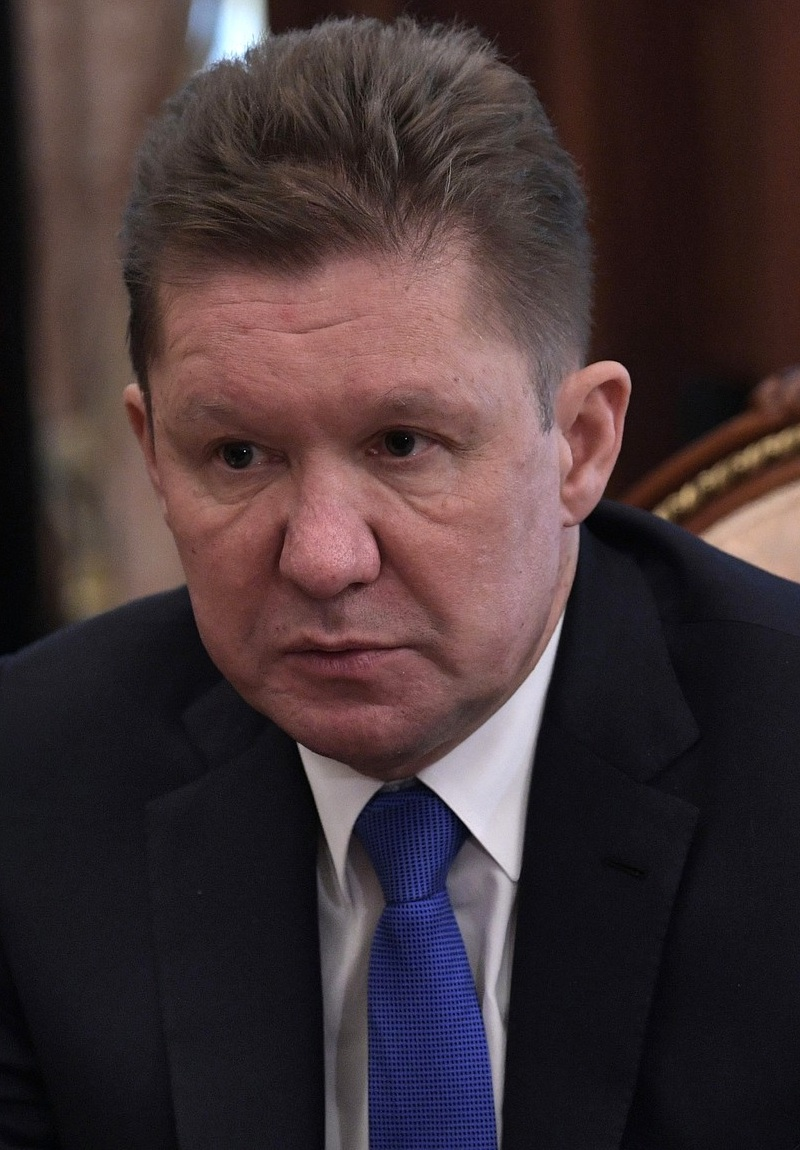
Alexei Miller, 2019, presidente de Gazprom

- Alexei Miller, 2019, presidente de GazpromPatriarca Alexy II (Alexey Ridiger) (1929-2008), primado de la Iglesia Ortodoxa Rusa
- Nicholas Roerich (1874-1947), pintor
- Eduard Rossel (nacido en 1937), gobernador de la región de Sverdlovsk, 1995-2009
- Otto Schmidt (1891-1956), geofísico y estadista
- Pyotr Schmidt (1867-1906), oficial naval ruso y revolucionario de 1905
- Alfred Schnittke (1934-1998), compositor
- Dennis Siver (nacido en 1979), luchador de artes marciales mixtas
- Jordin Sparks (nacida en 1989), cantante y actriz
- Vasiliy Ulrikh (Vasiliy Ulrich) (1889-1951), juez político soviético
- Maria Alexandrovna Ulyanova (1835-1916), madre de Vladimir Lenin
- Max Vasmer (1886-1962), escribió el Diccionario etimológico de la lengua rusa
- Brad Wall (nacido en 1965), primer ministro de Saskatchewan, de 2007 a 2018.
- Lawrence Welk (1903-1992), acordeonista, director de orquesta y presentador de televisión
- Immanuel Winkler (1886-1932), pastor, representante oficial de los alemanes de los Mares Negros
- Sergei Witte (1849-1915), primer primer ministro del Imperio ruso
- Peter Wittgenstein, (1769-1843), mariscal de campo del Ejército Imperial Ruso
- Sergey Frank, ministro de Transportes de 1998 a 2004
- Andreas Wolf (nacido en 1982), jugador de fútbol
- Dennis Wolf (nacido en 1978), culturista
- Aleksandr Moor - político que desde el 14 de septiembre de 2018 es el quinto Gobernador de la Región de Tyumen
- Zedd (nacido en 1989), nombre artístico de Anton Zaslavski, productor discográfico, DJ, músico y compositor.